# Płusy (województwo lubelskie)
Płusy – wieś w Polsce położona w województwie lubelskim, w powiecie biłgorajskim, w gminie Księżpol. Leży niedaleko Tarnogrodu.
| SIMC    | Nazwa      | Rodzaj    |
| ------- | ---------- | --------- |
| 0892375 | Błonie     | część wsi |
| 0892381 | Podkorchów | część wsi |
| 0892398 | Zagumnie   | część wsi |

W latach 1975–1998 miejscowość położona była w województwie zamojskim. 
Wieś jest sołectwem w gminie Księżpol. Według Narodowego Spisu Powszechnego z roku 2011 wieś liczyła 471 mieszkańców i była szóstą co do liczby ludności miejscowością gminy.
Wierni Kościoła rzymskokatolickiego należą do parafii Przemienienia Pańskiego w Tarnogrodzie.
We wsi znajduje się prawosławny cmentarz z wybudowaną w 2007 kaplicą Zmartwychwstania Pańskiego (należącą do parafii w Tarnogrodzie).